# Miereja
Miereja, Mereja (ros. Мере́я, Mierieja, białorus. Мярэ́я, Miareja) – rzeka na Białorusi (obwód mohylewski i witebski) oraz w Rosji (obwód smoleński), lewy dopływ Dniepru. Na długości 36 km rzeka wyznacza granicę białorusko-rosyjską.
Rzeka należy do dorzecza Dniepru i zlewiska Morza Czarnego. Jej długość wynosi około 67 kilometrów, a powierzchnia zlewni sięga 662 km². Prawe dopływy Mierei to Łuna i Swinaja (pol. Świnia). 
Nad Miereją na terenie Białorusi położone są agromiasteczka Lenino i Lady.

## Historia
Miereja była rzeką graniczną między Wielkim Księstwem Litewskim (później Rzeczpospolitą) a Wielkim Księstwem Moskiewskim (później Rosją) w latach od 1522 do 1771, z wyjątkiem lat 1611–1654, gdy oddzielała województwa mścisławskie i smoleńskie Rzeczypospolitej.  
Na tzw. „mapie radziwiłłowskiej” (1613 r.) znajduje się wzmianka o moście na granicznej Mierei dzielonym pomiędzy Litwinów i Moskwę: „Połowę tego mostu reperują i utrzymują nasi, połowę zaś Moskale”.  
Nad rzeką leżały pograniczne miasteczka Romanowo (dziś Lenino), posiadłość książąt Ostrogskich i później Radziwiłłów oraz Bajewo (dziś wieś), posiadłość książąt Lubomirskich. W XVII wieku na ważne miasteczko na trakcie smoleńskim z Warszawy do Moskwy wyrosły Lady należące do rodu Hlebowiczów (stąd ich ówczesna nazwa Hlebowo), później należące do Sapiehów. 
W Ladach znajdowała się tzw. „zerowa wiorsta” starej drogi smoleńskiej. 14 sierpnia (2 sierpnia starego stylu) 1812 roku wojska napoleońskie przekroczyły na Mierei granicę „starej Rosji” w czasie marszu na Moskwę (co upamiętnia obelisk z 1912 roku w Ladach). Polski korpus księcia Poniatowskiego zatrzymał się wówczas w Romanowie. Podczas odwrotu wojsk francuskich, nad rzeczką Swinają, dopływem Mierei, rozegrała się bitwa pod Krasnym (15 do 18 listopada 1812). 
W dniach 12–13 października 1943 roku nad Miereją miała miejsce bitwa pod Lenino, stanowiąca początek szlaku bojowego 1 Dywizji Piechoty im. Tadeusza Kościuszki.

## Galeria

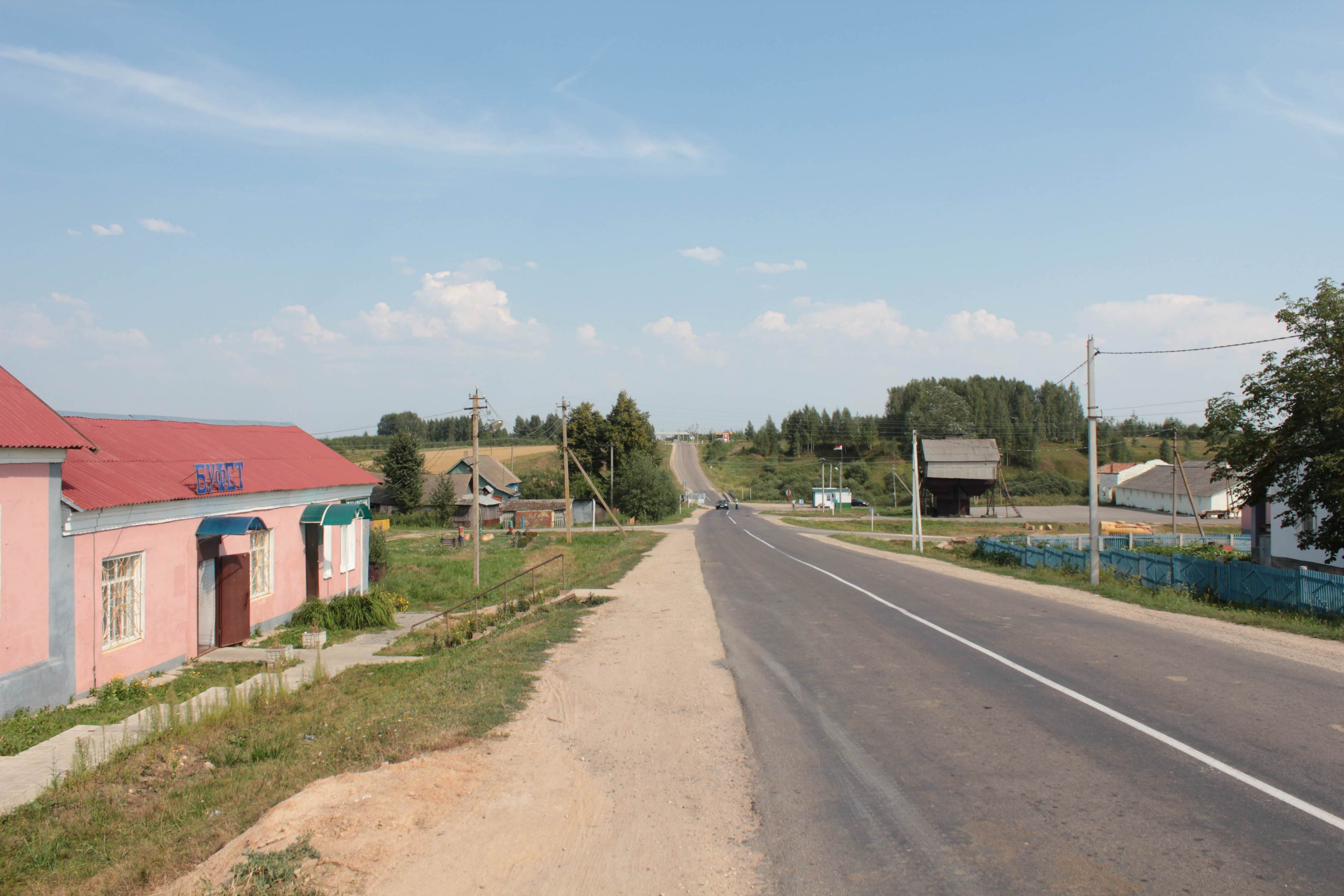
Przejście graniczne na moście na Mierei w Ladach, w tle widok na Rosję
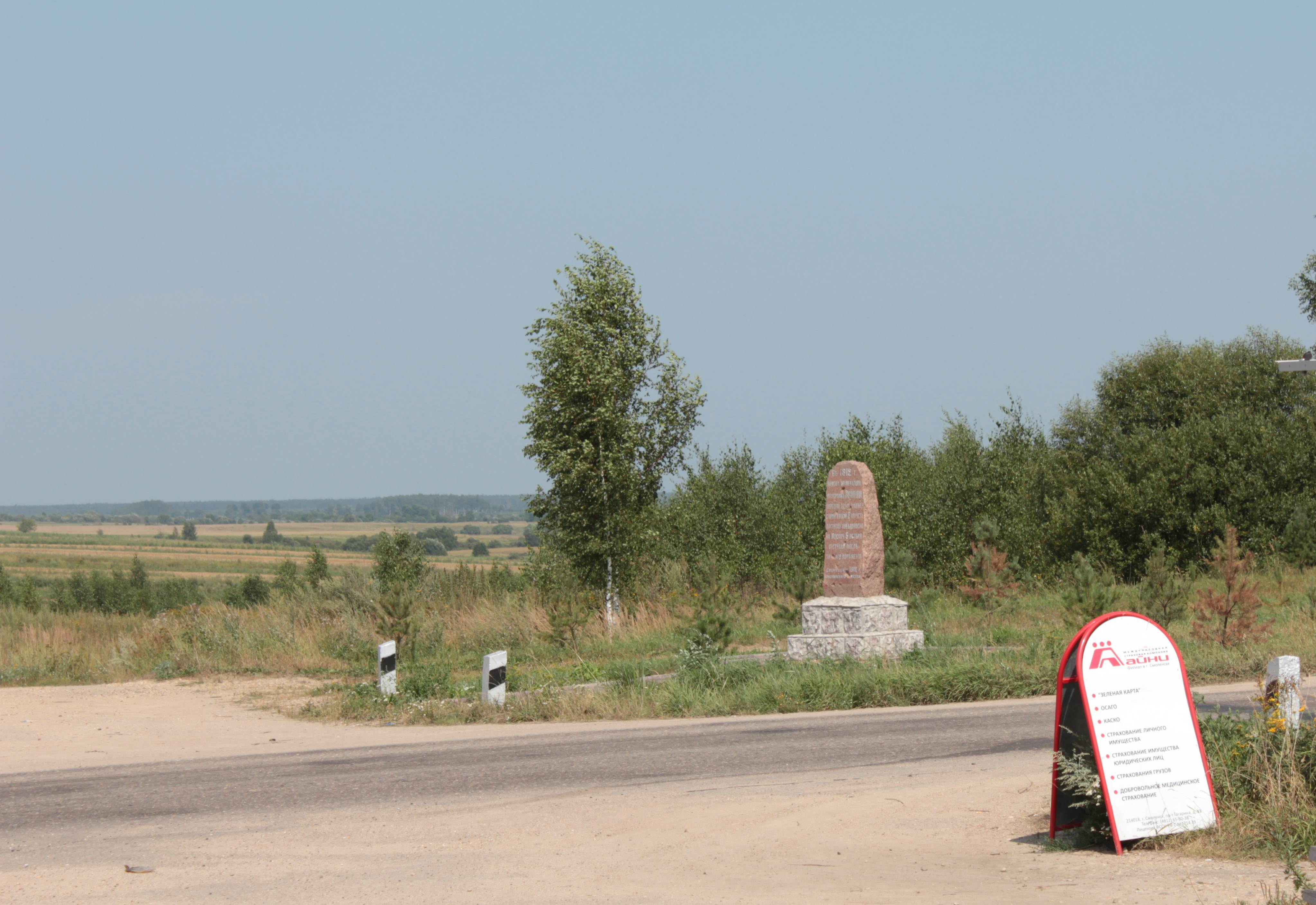
Obelisk w Ladach upamiętniający wkroczenie wojsk napoleońskich na terytorium „starej Rosji” 2 sierpnia 1812 r.
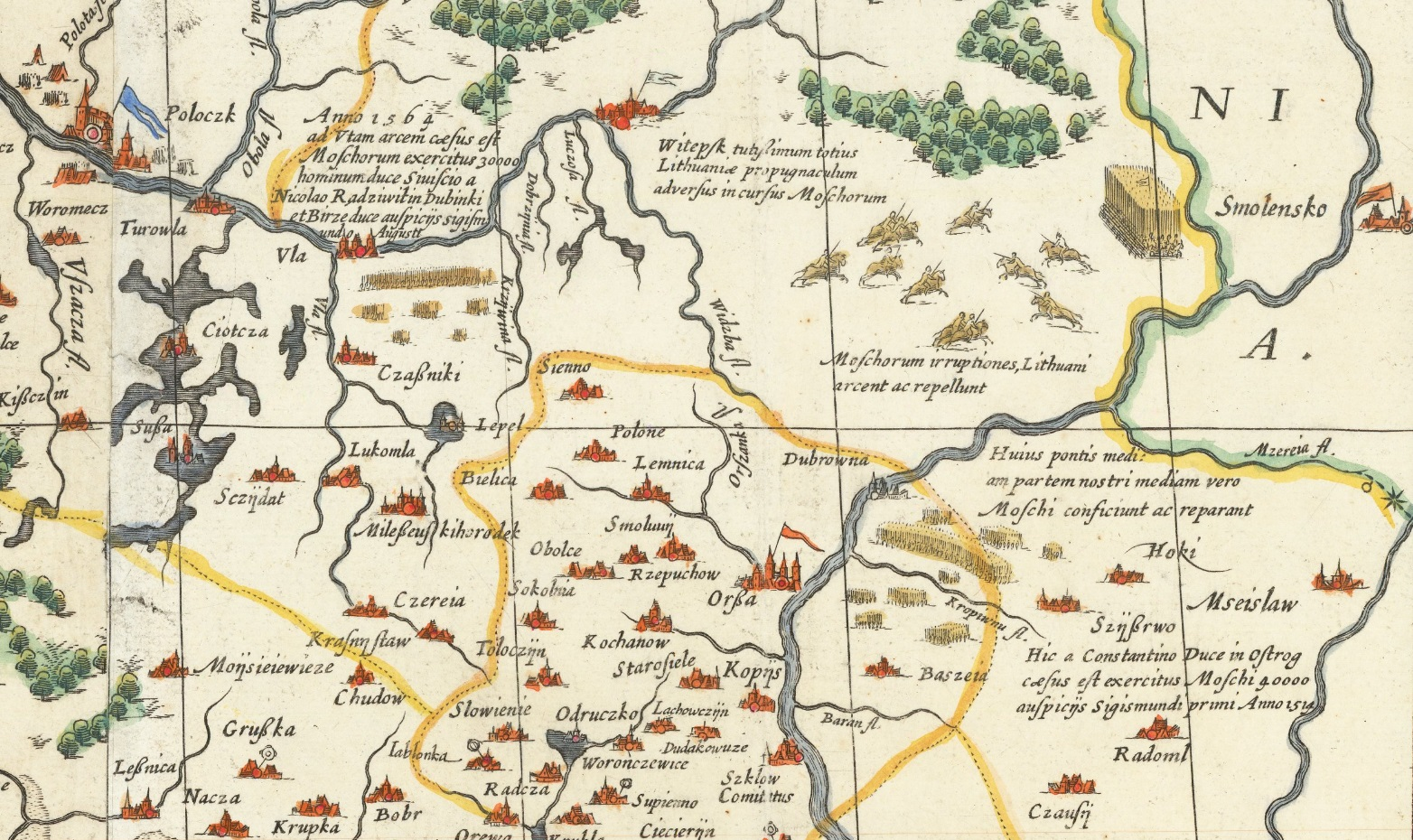
Fragment mapy radziwiłłowskiej z 1613 roku ze wzmianką o moście na Mierei
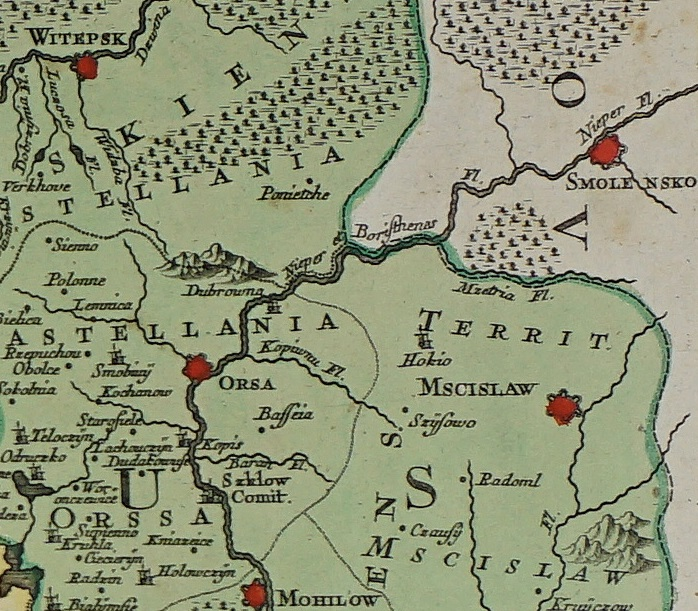
Miereja jako rzeka graniczna Rzeczypospolitej i Rosji. Fragment mapy Tobiasa Lottera z 1780
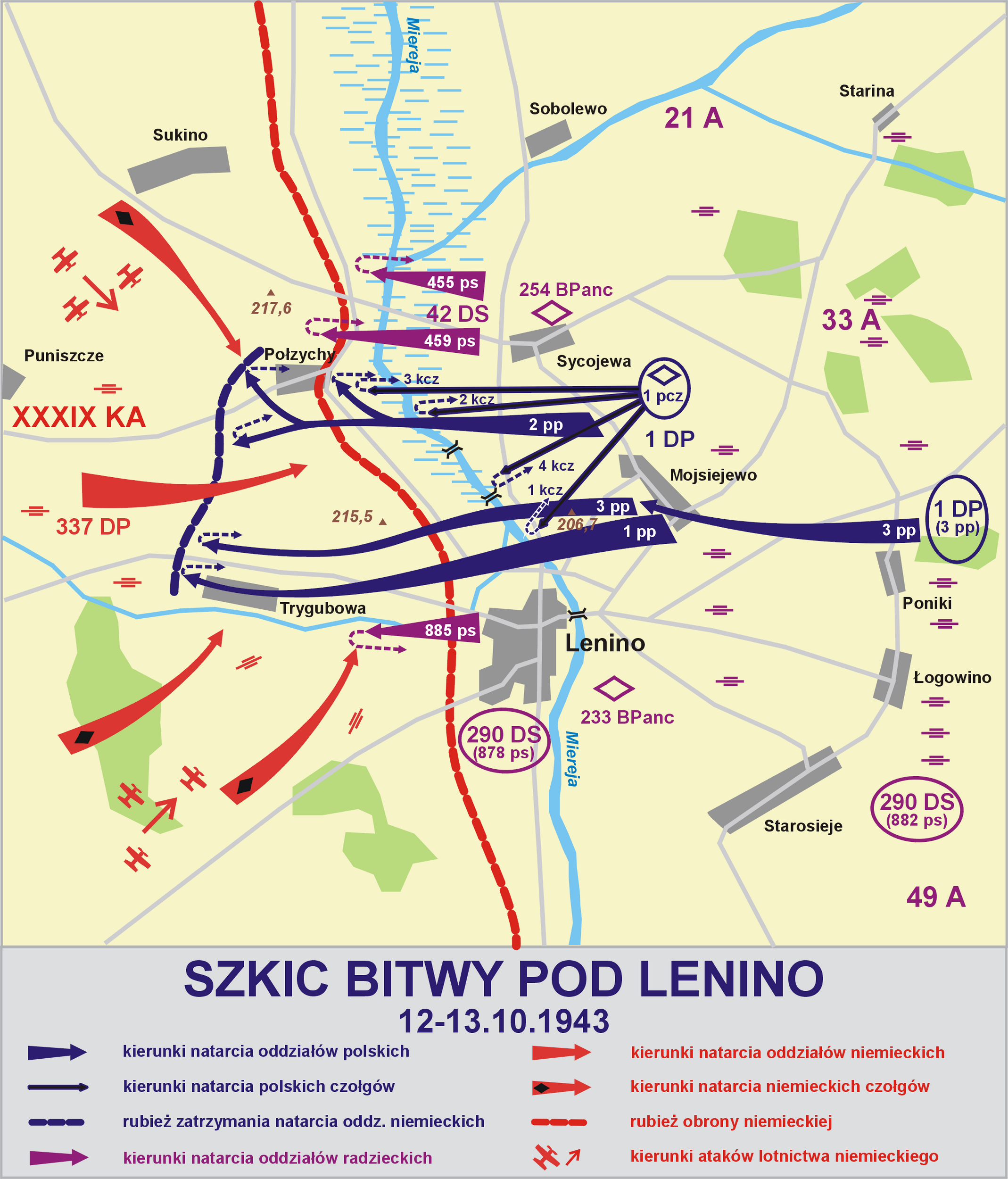
Szkic bitwy pod Lenino 12-13 października 1943 roku